# Atlanta Vibe
Le Atlanta Vibe sono una franchigia pallavolistica femminile statunitense, con sede ad Atlanta (Georgia): militano nella Major League Volleyball.

## Storia
Le Atlanta Vibe vengono fondate il 15 febbraio 2023 come terza franchigia della neonata Pro Volleyball Federation. Il 24 luglio 2023 la franchigia annuncia la Gas South Arena di Duluth (a 35 km da Atlanta) come sede di gioco, mentre il 4 agosto 2023 viene svelata l'identità della franchigia, con la scelta del nome ricaduta su Atlanta Vibe.

## Rosa 2025
| N° | Nome                 | Ruolo | Data di nascita  | Nazionalità sportiva |
| -- | -------------------- | ----- | ---------------- | -------------------- |
| 1  | Taylor Head          | S     | 14 novembre 2001 | Stati Uniti          |
| 3  | Shelly Fanning       | C     | 8 gennaio 1997   | Stati Uniti          |
| 4  | Bianca Bertolino     | S     | 4 luglio 2002    | Argentina            |
| 5  | Merritt Beason       | O     | 16 aprile 2003   | Stati Uniti          |
| 7  | Pia Timmer           | S     | 30 maggio 2001   | Germania             |
| 9  | Morgan Hentz         | L     | 27 luglio 1998   | Stati Uniti          |
| 10 | Taya Beller          | C     | 25 aprile 2001   | Stati Uniti          |
| 12 | McKenna Vicini       | C     | 19 agosto 2000   | Stati Uniti          |
| 13 | Leah Edmond          | S     | 13 febbraio 1998 | Stati Uniti          |
| 14 | Whitney Bower        | P     | -                | Stati Uniti          |
| 15 | Aiko Jones           | O     | 12 agosto 1999   | Giamaica             |
| 20 | Madolyn Isringhausen | S     | 4 agosto 2002    | Stati Uniti          |
| 21 | Marlie Monserez      | P     | 23 novembre 1999 | Stati Uniti          |
| 22 | Khori Louis          | C     | 17 dicembre 2002 | Stati Uniti          |
| 24 | Anna Dixon           | S     | 21 agosto 2000   | Stati Uniti          |
| 91 | Amelia Tuaniga       | P     | 21 dicembre 2001 | Stati Uniti          |

      Practice squad.